# Farkas Wellmann Éva
Farkas Wellmann Éva (Marosvásárhely, 1979. március 19. –) József Attila-díjas magyar költő, szerkesztő, kritikus.

## Életpályája
Tizenéves kora óta ír verseket. 17 évesen jelent meg első verse, amelyet egy folyóirat szerkesztősége kért tőle, majd pályája párhuzamosan indult Marosvásárhelyen és Kolozsváron.
Székelyudvarhelyen, a Tamási Áron Elméleti Líceumban érettségizett 1997-ben. A kolozsvári Babeş-Bolyai Tudományegyetem magyar-angol szakát 2001-ben, irodalom és társadalom elnevezésű magiszteri tanulmányát 2003-ban végezte el, majd pedig 2012-ben az egyetem Hungarológiai Iskoláján szerzett doktori címet. Disszertációját Irodalom és közönsége a XVIII. században címmel írta Verestói György munkásságáról, ami a budapesti Gondolat Kiadónál 2013-ban jelent meg.
1998-tól rendszeresen közöl verseket erdélyi és magyarországi irodalmi folyóiratokban, antológiákban, emellett kritikákat és irodalomtörténeti tanulmányokat is publikál magyar és angol nyelven. Első önálló verseskötete 2002-ben jelent meg Itten ma donna választ címmel. Radványi Balázs, a Kaláka együttes Kossuth-díjas zenésze, énekese több versét is megzenésítette. A sepsiszentgyörgyi Evilági együttes zenészei is felkérték már egy versciklus megírására, ami kötetben és benne egy CD-n is megjelent, Parancsolatok címmel.
Még egyetemi tanulmányai alatt kezdett el dolgozni, 2012-ig több munkahelye is volt. A Babeş–Bolyai Tudományegyetem újságírói szakának óraadó tanáraként 20. századi magyar irodalmat, míg a Bridge Language Study House nyelviskolában angolt és magyart – mint idegen nyelvet – tanított, illetve a Romániai magyar irodalmi lexikon szerkesztője is volt. 2003 szeptemberétől pedig a székelyudvarhelyi Orbán Balázs Általános Iskola címzetes angoltanáraként dolgozott.
2011 óta Békéscsabán él, de gyakran „hazajár” Székelyudvarhelyre.
2012-től a BárkaOnline, 2015-től az Unitárius Élet szerkesztője.
Tag a Fiatal Írók Szövetségénél, Magyar Írószövetségnél és a magyar PEN Clubnál. 2017-ben az EDÜ (Erkel Diákünnepek) irodalmi alkotások zsűritagja volt. Tagja volt az Orbán János Dénes vezette Előretolt Helyőrség Szépirodalmi Páholynak is.
Orvoscsaládból származik. Bátyja, Farkas Wellmann Endre és nagybátyjuk, Éltető József is költő.

## Kötetei
- Itten ma donna választ (versek, 2002, első kiadás a Erdélyi Híradó Kiadó és a magyarországi Fiatal Írók Szövetsége közös gondozásában; a második kiadása 2005-ben jelent meg, az aradi Irodalmi Jelen Könyvek sorozatban)
- Az itt az ottal (versek, 2011, Erdélyi Híradó Kiadó és a FISZ gondozásában)
- Irodalom és közönsége a XVIII. században. Verestói György munkássága; Gondolat, Bp., 2013 (doktori disszertáció)
- Parancsolatok (verskötet CD-melléklettel, 2018, Előretolt Helyőrség Íróakadémia)[12]
- Magaddá rendeződni (versek, 2020, Előretolt Helyőrség Íróakadémia)[13]

## Díjai
- Látó-nívódíj (irodalmi tevékenységéért, 2000)
- Mikó András-díj (2001)
- Méhes György-debütdíj (Erdélyi Magyar Írók Ligája, 2002)
- Communitas alkotói ösztöndíj (Communitas Alapítvány, vers, 2004)
- Arany János irodalmi kutatási ösztöndíj (Artisjus, 2004)[14]
- Petőfi Sándor-ösztöndíj (Magyar Rádió, 2005)[15]
- Székely János-ösztöndíj (2007)
- Communitas alkotói ösztöndíj (kritika, 2008)
- Határon Túli Magyar Tudományosságért-ösztöndíj (Magyar Tudományos Akadémia, 2011)
- Irodalmi Jelen költészeti díj (2012)
- Communitas alkotói ösztöndíj (irodalom, 2012)[16]
- Móricz Zsigmond-ösztöndíj (2014)
- Körösök Gyöngye díj (2014)[17]
- Lilla-díj (Csokonai Vitéz Mihály Irodalmi és Művészeti Társaság, 2014)[18]
- MMA Művészeti Ösztöndíj Program nyertes (2018)[19][20]
- József Attila-díj (2021)[21]